# Algolagnie

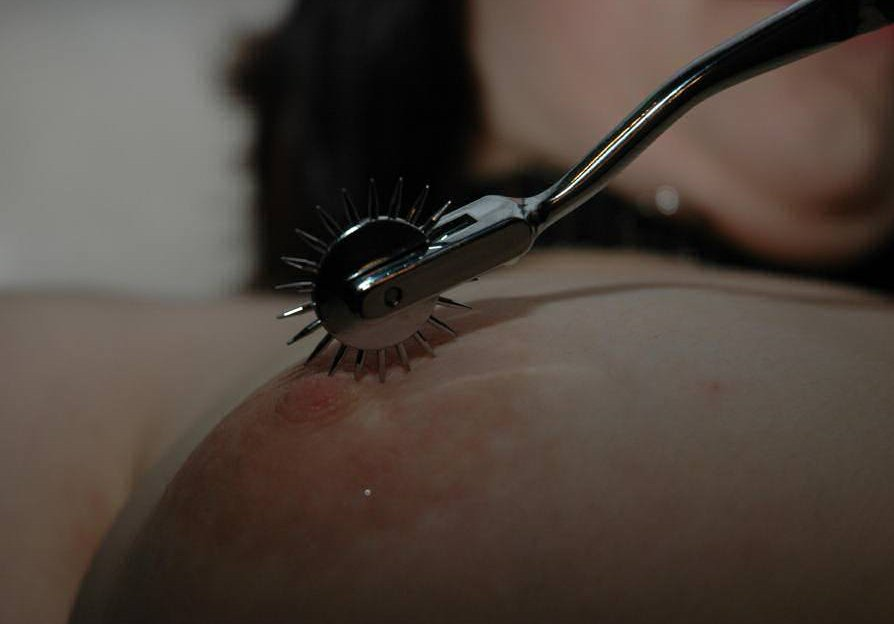
Wartenbergwiel, een van oorsprong neurologisch apparaat dat hier wordt gebruikt om erotische pijngevoelens op te wekken

Algolagnie (ook algolagnia of pijngeilheid) is het ontstaan van seksuele opwinding door het toebrengen of ondergaan van pijn. Het woord is afgeleid van het Griekse algos (pijn) en lagneia (lust). Het begrip werd voor het eerst gebruikt in 1892 door de Duitse arts Albert von Schrenck-Notzing.

## Lichamelijke oorzaak
Bij lichamelijke pijn maakt het lichaam endorfine en adrenaline aan. Endorfine geeft een prettig gevoel en werkt pijnstillend. Het geeft de zogenaamde runners-high. Dit is een andere verklaring, waarom sommige mensen pijn als prettig ervaren, doordat men meer of gemakkelijker endorfine aanmaakt dan andere mensen. Ook werken endorfines op het dopaminesysteem, het zorgt ervoor dat er meer dopamine in de  synapsen van de hersenen terechtkomt. Dopamine speelt een belangrijke rol in de emoties.

## Relatie met masochisme en sadisme
Hoewel pijn vaak deel van masochistische contacten uitmaakt, kan algolagnie daarmee niet gelijkgesteld worden. Bij masochisme bestaat niet zozeer behoefte aan pijn, maar meer de psychologische behoefte om gedomineerd, onderworpen of gekleineerd te worden. Veel masochisten worden niet opgewonden van pijn als zodanig, maar beschouwen het als een middel om gedomineerd te worden. Buiten masochistische contacten om beleeft een masochist meestal geen genot aan pijn, wat bijvoorbeeld bij bepaalde flagellanten wel het geval is.
Algolagnie wordt ook geassocieerd met sadisme, maar hierbij ontbreekt soms de prikkel om pijn te doen. Het sadistisch gedrag bestaat dan bijvoorbeeld uit verbaal geweld, intimidatie, manipulatie enzovoort.